# Salto da Divisa
Salto da Divisa é um município brasileiro no interior do estado de Minas Gerais. Localiza-se no Vale do Jequitinhonha e sua população em 2022 era de 6 110 habitantes. É o município localizado no ponto mais oriental de Minas Gerais e também o mais distante da capital Belo Horizonte.[carece de fontes?]
A cidade passa por um processo novo de urbanização, com a implantação do lago da hidrelétrica de Itapebi, margeando a cidade. Tem sua economia baseada na agropecuária e extração de grafite. Como atrativo, o município apresenta o lago de 42 km, no Rio Jequitinhonha, que corta todo o nordeste de Minas, com suas quedas d'água e seus afluentes, além das festas realizadas anualmente, como a de São Sebastião, a de São Cosme e São Damião e a de Nossa Senhora Aparecida.[carece de fontes?]

## História
A região do atual município de Salto da Divisa começou a ser explorada entre 1550 e 1660, através de entradas e bandeiras, no entanto somente no século XIX estabeleceram-se os primeiros moradores. O tráfego fluvial no Rio Grande de Belmonte (atual Rio Jequitinhonha) era intenso e, com objetivo de coibir o contrabando de metais preciosos, o governo da Província da Bahia instalou um posto policial na região. Ao redor desse quartel, surgiu o povoamento, denominado Quartel do Salto.
Dado o desenvolvimento, pela lei provincial nº 1.860, de 12 de outubro de 1871, cria-se o distrito de Salto Grande, a partir do povoado, pertencente ao município de São Miguel de Jequitinhonha (atual Jequitinhonha). Pelo decreto-lei estadual nº 58, 12 de janeiro de 1938, o distrito é transferido para o recém-criado município de Vigia (atual Almenara) e pelo decreto-lei estadual nº 1.058, de 31 de dezembro de 1943, passa a pertencer a Jacinto, criado sob o mesmo decreto. Também pela mesma lei, Salto Grande passa a denominar-se Salto da Divisa, vindo a emancipar-se pela lei estadual nº 336, de 27 de dezembro de 1948, constituindo-se de dois distritos: a Sede e Santa Maria do Salto, elevado a município pela lei estadual nº 2.764, de 30 de dezembro de 1962.

## Geografia
De acordo com a divisão regional vigente desde 2017, instituída pelo IBGE, o município pertence às Regiões Geográficas Intermediária de Teófilo Otoni e Imediata de Almenara. Até então, com a vigência das divisões em microrregiões e mesorregiões, fazia parte da microrregião de Almenara, que por sua vez estava incluída na mesorregião do Jequitinhonha.